# Dead Letter Circus
Dead Letter Circus était un groupe de rock alternatif australien, originaire de Brisbane, dans le Queensland. 

## Biographie

### Formation et débuts  (2004–2008)
Trois membres issus du groupe local Ochre forment Dead Letter Circus à la fin 2004, publiant un EP homonyme, et les singles Disconnect and Apply, Next in Line et The Space on the Wall. Disconnect and Apply est diffusé sur la chaine de radio Triple J, où il devient l'un des plus joués. Ils jouent aux Big Day Out, Come Together Music Festival à Sydney et au Over-Cranked Music Festival de Brisbane - jouant avec des groupes comme Judas Priest, Cog, Karnivool, The Butterfly Effect, Chevelle et Helmet. Ils tournent aussi en Australie pour leurs tournées en tête d'affiche.
En 2008, le batteur Scott Davey quitte le groupe et est remplacé par Luke Williams de Melodyssey. Le 30 octobre 2008, Dead Letter Circus commencent leur tournée Next in Line en parallèle à la sortie du single, jouant avec Melodyssey (toujours avec Williams) et Rook. Le 29 novembre 2008, ils jouent au Open Arms Festival en Nouvelle-Galles du Sud.
Le 4 septembre 2009, Dead Letter Circus publient le single The Space on the Wall, soutenu par une tournée nationale avec Sydonia et Many Machines on Nine. Après un concert au Musexpo, Dead Letter Circus signent avec Warner Bros. Records en Australie et en Nouvelle-Zélande, et CAA pour les concerts en Amérique du Nord, et tournent à l'Est de l'Australie entre la fin janvier et le début mars 2010.

### This Is the Warning(2010–2011)
Le 16 février 2010, Dead Letter Circus révèlent sur MySpace avoir terminé leur premier album. Il est publié le 14 mai 2010, et intitulé This Is the Warning. Il atteint la première place de l'ARIA Album Chart. Le groupe annonce ensuite une tournée en soutien à This Is the Warning entre avril et juin 2010.
Dead Letter Circus joue avec Muse pendant leurs concerts à Brisbane les 5 et 6 décembre 2010. Ils jouent aussi avec Linkin Park à Sydney et Melbourne pendant leur tournée A Thousand Suns World Tour. Au début de 2011, ils tournent en tête d'affiche avec Floating Me. En mai 2011, le groupe est annoncé au label Sumerian Records pour la sortie de l'album This Is the Warning en Amérique du Nord. Le 9 mai 2011, This is the Warning est publié aux US, et accompagné d'une brève tournée britannique en mai. Le groupe joue une longue tournée américaine avec Animals as Leaders entre juillet et août.
Par la suite, le groupe revient en Australie pour 21 dates nationales appelée No Fracking Way Tour.

### The Catalyst Fire(2012–2014)
le groupe travaille sur un nouvel album au début de 2012. Selon Benzie, l'album possède une plus grande approche électronique que This Is the Warning, expliquant : « Je pense qu'on est des humains à moitié cyborg, moitié robot. Ouais, je crois vraiment qu'on doit (se mettre à l'électronique). » Le 1er mai 2012, le groupe sort Wake Up en téléchargement libre sur son site web.
Le groupe joue un concert en Inde en novembre, au Waves '12, un festival culturel du BITS Pilani, K.K. Birla Goa Campus.
Au début de janvier 2013, le guitariste Rob Maric annonce son départ. Maric était largement absent des activités du groupe en 2012 et a pris la décision de partir. Le 8 janvier 2013, le groupe annonce son remplacement par Clint Vincent des Melodyssey. Le groupe jouera au festival Big Day Out (Gold Coast) le 19 janvier et au festival Breath of Life en Tasmanie en mars, avant d'effectuer une tournée nationale.
Le groupe signe avec le label UNFD en avril pour la sortie d'un album homonyme et confirme sa sortie en août 2013. Dead Letter Circus joue au festival Krank'd Up à Johannesbourg, en Afrique du Sud, en septembre. Le 28 juin, Dead Letter Circus annonce son deuxième album, The Catalyst Fire.
Le 29 août 2013, avant quatre concerts acoustiques joués à guichet fermé, Dead Letter Circus sort un EP acoustique surprise, Stand Apart.

### Aesthesis(2015–2017)
Le 20 février 2015, Dead Letter Circus publie un extrait de son troisième album sur Twitter. Le 10 juillet, Dead Letter Circus annonce sur Facebook le titre du troisième album, Aesthesis, pour le 14 août en Nouvelle-Zélande et en Australie. Il se classe deuxième de l'ARIA Albums Chart le 22 août.

### The Endless Mileet quatrième opus (depuis 2017)
En février 2017, le groupe announce The Endless Mile, un album qui reconstruit les morceaux de leur catalogue musical. En mars, le groupe annonce un nouvel album avec de nouveaux morceaux. Le groupe commence à enregistrer en août 2017 avec Forrester Savell.

## Membres

### Membres actuels
- Kim Benzie – chant (depuis 2005)
- Stewart Hill – basse (depuis 2005)
- Luke Williams – batterie, chant (depuis 2008)
- Clint Vincent – guitare (depuis 2013)
- Luke Palmer – guitare (depuis 2013)

### Anciens membres
- Scott Davey – batterie (2005–2008)
- Rob Maric – guitare (2005–2012)
- Tom Skerlj – guitare, claviers, percussions (2011–2015)

## Discographie

### Albums studio
- 2010 : This is the Warning
- 2013 : The Catalyst Fire
- 2015 : Aesthesis
- 2017 : The Endless Mile

### EP
- 2007 : Dead Letter Circus (EP)